# Brassavola venosa
Brassavola venosa är en orkidéart som beskrevs av John Lindley. Brassavola venosa ingår i släktet Brassavola och familjen orkidéer. Inga underarter finns listade i Catalogue of Life.

## Bildgalleri

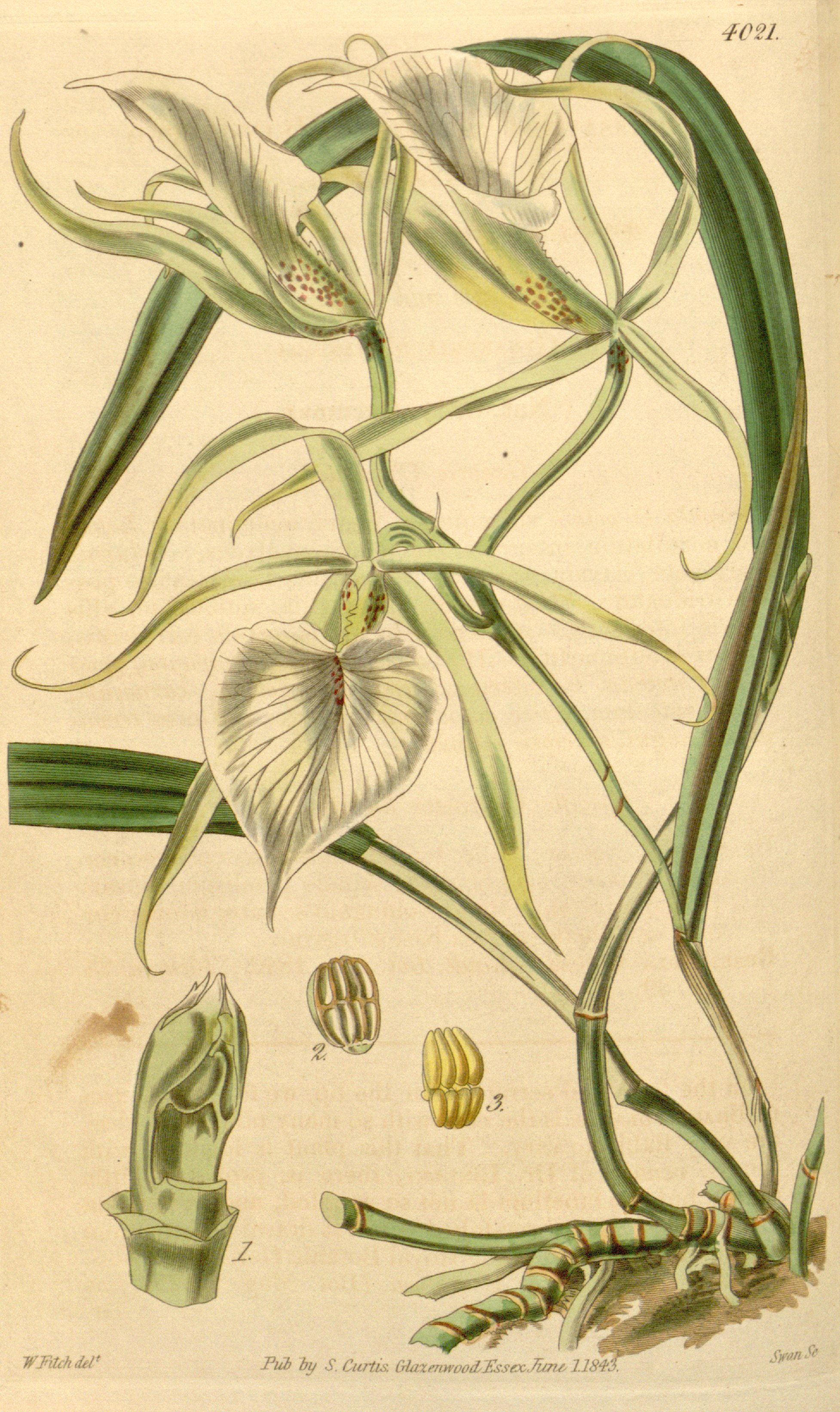